# Jorge Tello
Jorge Ronaldo Tello (n. Muisne, Ecuador; 15 de septiembre de 1998) es un futbolista ecuatoriano. Juega de delantero y su equipo actual es Vargas Torres de la Serie B de Ecuador.

## Trayectoria
Empezó su carrera como futbolista en el equipo del rodillo rojo en el año 2014, se formó e hizo el proceso de formativas en su provincia natal y también en Ambato, la sub-14, la sub-16, en la sub-18. Durante 2016, disputó la Serie B marcando el inicio de su carrera profesional.
Esa temporada bajo el mando de Geovanny Mera, Jorge Vareles, Fernando Salazar y Patricio Hurtado tuvo su debut en el primer equipo en el fútbol ecuatoriano en varios partidos del torneo de la Serie B de ese año. De la misma manera marcó su primer gol en la Serie B, el 3 de diciembre de 2016, en la fecha 44 del campeonato, convirtió el segundo gol con el que Técnico venció a Imbabura Sporting Club como visitante con el marcador final 1–2.
En 2017 con Técnico Universitario de la ciudad de Ambato, fue ganando un lugar en el equipo titular, consecuencia de ello logró el ascenso en al final de la temporada, fue ratificado para jugar en la Serie A para el 2018.
Ya en la temporada 2018 debutó en el máxima categoría del fútbol ecuatoriano, jugó de titular durante 58 de minutos el 20 de febrero ante Guayaquil City como visitante en el empate 0–0, en 2019 continuó con el rodillo rojo la mitad de la temporada.
En julio de 2019 fue cedido a préstamo al Gualaceo Sporting Club para disputar la LigaPro Banco Pichincha Pymes, con el equipo del jardín azuayo marcó cinco goles en 16 partidos. Para 2020 regresa del préstamo a Técnico.

## Estadísticas

### Clubes
Actualizado al último partido jugado el 1 de octubre de 2022.
| Club                            | Temporada     | Liga  | Liga  | Copas nacionales | Copas nacionales | Copas internacionales | Copas internacionales | Total | Total |
| Club                            | Temporada     | Part. | Goles | Part.            | Goles            | Part.                 | Goles                 | Part. | Goles |
| ------------------------------- | ------------- | ----- | ----- | ---------------- | ---------------- | --------------------- | --------------------- | ----- | ----- |
| Técnico Universitario · Ecuador | 2014          | 28    | 3     | —                | —                | —                     | —                     | 28    | 3     |
| Técnico Universitario · Ecuador | 2016          | 26    | 15    | —                | —                | —                     | —                     | 26    | 15    |
| Técnico Universitario · Ecuador | 2017          | 45    | 9     | —                | —                | —                     | —                     | 45    | 9     |
| Técnico Universitario · Ecuador | 2018          | 4     | 0     | —                | —                | —                     | —                     | 4     | 0     |
| Técnico Universitario · Ecuador | 2019          | 6     | 2     | 0                | 0                | —                     | —                     | 6     | 2     |
| Técnico Universitario · Ecuador | 2020          | 16    | 0     | 0                | 0                | —                     | —                     | 16    | 0     |
| Técnico Universitario · Ecuador | Total         | 125   | 29    | 0                | 0                | 0                     | 0                     | 125   | 29    |
| Gualaceo S. C. · Ecuador        | 2019          | 17    | 5     | 0                | 0                | —                     | —                     | 17    | 5     |
| Gualaceo S. C. · Ecuador        | Total         | 17    | 5     | 0                | 0                | 0                     | 0                     | 17    | 5     |
| Liga de Portoviejo · Ecuador    | 2021          | 0     | 0     | —                | —                | —                     | —                     | 0     | 0     |
| Liga de Portoviejo · Ecuador    | Total         | 0     | 0     | 0                | 0                | 0                     | 0                     | 0     | 0     |
| Rocafuerte F. C. · Ecuador      | 2022          | 16    | 7     | —                | —                | —                     | —                     | 16    | 7     |
| Rocafuerte F. C. · Ecuador      | Total         | 16    | 7     | 0                | 0                | 0                     | 0                     | 16    | 7     |
| Vargas Torres · Ecuador         | 2023          | 0     | 0     | 0                | 0                | —                     | —                     | 0     | 0     |
| Vargas Torres · Ecuador         | Total         | 0     | 0     | 0                | 0                | 0                     | 0                     | 0     | 0     |
| Total carrera                   | Total carrera | 158   | 41    | 0                | 0                | 0                     | 0                     | 158   | 41    |

## Palmarés

### Campeonatos nacionales
| Título  | Club                  | País    | Año  |
| ------- | --------------------- | ------- | ---- |
| Serie B | Técnico Universitario | Ecuador | 2017 |